# Boarmia indirecta
Boarmia indirecta är en fjärilsart som beskrevs av Walker 1860. Boarmia indirecta ingår i släktet Boarmia och familjen mätare. Inga underarter finns listade i Catalogue of Life.